# Borispilj
Borispilj (ukr. Бориспіль; rus. Борисполь) grad je u Kijevskoj oblasti, Ukrajina. Prema procjeni iz 2014., u gradu je živjelo 60.672 stanovnika.
Na jugoistoku se nalazi najveća međunarodna zračna luka u Ukrajini.

## Međunarodna zračna luka
Zračna luka je najveća putnička zračna luka u Ukrajini te pokriva 65 % zračnog prometa u Ukrajini. Jedina ima interkontinetalne letove u zemlji i pokriva većinu međunarodnih letova između Ukrajine i drugih zemalja. Kijev ima još i međunarodnu zračnu luku Žuljani. Trenutno ima dvije staze, od kojih je jedna dugačka 4000 m, a druga 3500 metara.
Odluka o izgradnji zračne luke donijelo je Vijeće ministara 22. lipnja 1959.

## Infrastruktura
Aerosvit Airlines ima sjedište kod međunarodne zračne luke Borispilj.
Kroz grad prolaze autoceste E40 i M03 koje spajaju Borispilj i Harkiv.
Borispilj i grad Zaporižžja su spojeni s autocestom H08.

## Stanovništvo
Prema procijeni u 2014. godini, u gradu je živjelo 60.672 stanovnika.
| 1979.  | 1989.  | 2001.  | 2006.  | 2012.  | 2014.  |
| ------ | ------ | ------ | ------ | ------ | ------ |
| 39.983 | 50.508 | 53.975 | 55.894 | 58.868 | 60.672 |

## Mediji
- "Trudova Slava", osnovane 1930.
- "Visti", osnovane 2000.

## Poznate osobe
- Pavlo Čubinski, pjesnik
- Yarmak, glazbenik

## Galerija
- Ulaz u grad
- Ulica u centru
- Zgrada
- Trgovina iz sovjetskog doba
- Crkva u Borispilju
- Park u Borispilju
- Stara zgrada škole

## Vanjske poveznice
- Službena stranica općine  Arhivirana inačica izvorne stranice od 31. svibnja 2009. (Wayback Machine)
- Službena stranica Zračne luke  Arhivirana inačica izvorne stranice od 23. travnja 2010. (Wayback Machine)